# 日常生活中的自我呈現

《日常生活中的自我呈現》（The Presentation of Self in Everyday Life）是美國社會學家厄文·高夫曼在1959年出版的社會學專著，也是其理論體系的基礎。書中，高夫曼以戲劇作為譬喻，討論人類個體在工作情境中如何呈現自己、維護印象，並做出相對應的行動。《日常生活中的自我呈現》甫出版即成為暢銷書，迄今尤然；1961年，美国社会学协会為此書頒發馬可維獎（MacIver award），表彰其學術貢獻。1988年，國際社會學協會將《日常生活中的自我呈現》列為20世紀影響社會學發展最重要的十本著作之一。
我想把这个研究报告当作一种手册，详尽叙述一种社会学观点。社会生活，特别是在建筑物或房舍的有形界限内有组织的社会生活，可以根据这种社会学观点来研究。我将描述一组特征，它们共同构成一种框架，这一框架能运用于任何具体的社会设施，无论是家庭设施、工业设施还是商业设施。本报告所使用的观点是戏剧表演的观点，其原理从舞台演出艺术原理引申而来。我将讨论个体在普通工作情境中向他人呈现他自己和他的活动的方式，他引导和控制他人对他形成的印象的方式，以及他在他人面前维持表演时可能会做或不会做的各种事情。

## 作品目录
| 引言                 |                                                                                   |
| -------------------- | --------------------------------------------------------------------------------- |
| 第一章表演           | 相信自己所扮演的角色 前台 戏剧实现 理想化 表达控制的维持 误传 神秘化 真实与人为   |
| 第二章剧班           |                                                                                   |
| 第三章区域与区域行为 |                                                                                   |
| 第四章不协调的角色   |                                                                                   |
| 第五章角色外的沟通   | 缺席对待 上演闲谈 剧班共谋 再合作的行为                                           |
| 第六章印象管理艺术   | 防卫性的品质和措施 保护性措施 有关乖巧的乖巧                                      |
| 第七章结束语         | 框架 分析的背景 人格——互动——社会 比较与研究 扮演角色传达着自我印象 舞台表演与自我 |

## 作者简介
欧文·戈夫曼（1922—1982年），美国社会学家，符号互动论的主要代表人物之一，首创社会学中的拟剧分析。戈夫曼1922年出生于加拿大的曼维尔，是20世纪前开始的俄罗斯向加拿大移民潮中乌克兰人的后裔。1945年获多伦多大学社会学和人类学学士学位，后移居美国，就读于芝加哥大学，1953年获社会学博士学位。1962—1968年任加利福尼亚大学伯克利分校社会学教授，1969—1982年任宾夕法尼亚大学本杰明·富兰克林人类学与社会学教授。1981—1982任美国社会学协会主席。埃尔温·戈夫曼被誉为20世纪最具影响力的美国社会学家。2007年，《泰晤士报高等教育指南》将他列为著作最常被引用的人文学者或社会科学家第6名，排名仅次于英国社会学家安东尼·纪登斯，但高于德国社会学家尤尔根·哈贝马斯。
欧文·戈夫曼（1922年6月11日~1982年11月19日），是一名加拿大裔美国的社会学家和作家。也是美国社会学协会的第73任主席，戈夫曼对社会学理论的最大贡献是在他1959年的书中《日常生活中的自我呈现》开始的戏剧透视法的符号互动论研究。参考来源

## 创作背景
欧文·戈夫曼将兰岛作为观察地点，通过社区生活发现，在最近四五年中，岛上一对佃农出身的已婚夫妇开设并经营着一家观光旅社。一开始，主人只是被迫搁置自己原先的生活观，而在旅馆中提供全套的中产阶级的礼仪和服务方式。但到了后来，看来经营者们对他们所呈现的表演已不是那么玩世不恭了。他们自身开始成为中产阶级，并且愈来愈倾心于顾客所赋予他们的自我。后来，欧文·戈夫曼又在军队的新兵中可以发现另一个例证。新兵最初只是为了避免受体罚而遵守军规的，后来却变成为了不给他的部队丢脸，并得到长官与战友的尊重而遵守军队纪律。在这些观察的基础上，欧文·戈夫曼创作出了《日常生活中的自我呈现》。

## 作品影响
欧文·戈夫曼在《日常生活中的自我呈现》所开创的“拟剧分析”理论不但突破了社会互动分析的旧有模式，而且丰富了社会心理学和微观社会学的研究。